# Année internationale du livre
1972 a été proclamée par les Nations unies et rendue effective par l'UNESCO, l'Année internationale du livre. L'annonce a été officiellement créé en 1970, lors de l'Assemblée générale de l'UNESCO. La cause de la proclamation est d'accroître l'accès aux livres. Le logo de l'événement a été célébré par la philatélie, car plusieurs pays ont émis des timbres postaux.

## Présentation

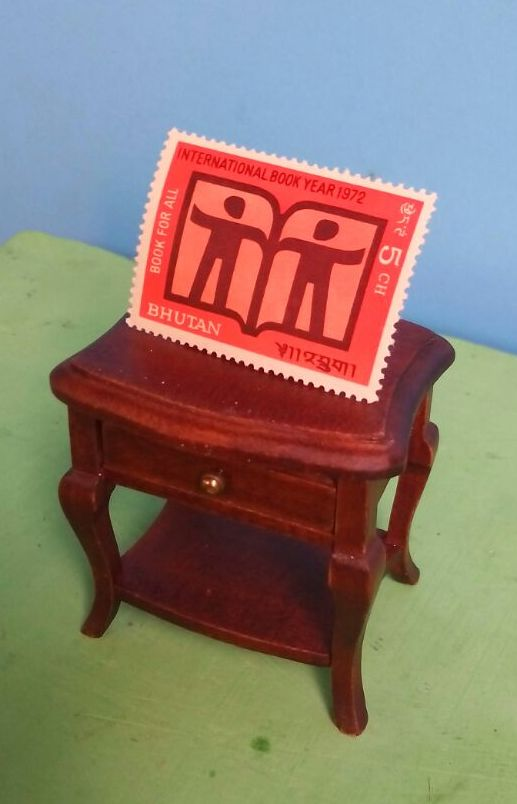
Le logo de l'Année internationale du livre sur un timbre postal.